# Alchemilla scalaris
Alchemilla scalaris é uma espécie de rosácea do gênero Alchemilla, pertencente à família Rosaceae.